# تلمبه امین‌آباد
تلمبه امین‌آباد یک منطقهٔ مسکونی در ایران است که در دهستان پاریز واقع شده‌است.